# Guanxi
El guanxi és un concepte propi de la cultura xinesa que explicita les relacions d'ajuda mútua i poder entre una persona i el seu grup de coneguts, relacionat amb el capital social d'aquell individu.
Segons el guanxi, una persona pot recórrer a d'altres perquè l'ajudin, li facin favors o prestin serveis. És una mesura d'influència, que sol estar lligada a l'estatus social. S'espera que els altres lligats pel guanxi facin aquestes tasques sense haver-les de demanar, com un símptoma de respecte i afecte cap a l'altra persona, a qui reten deferència. Com que els favors seran recíprocs, és important mantenir la xarxa de relacions activa, amb contacte entre els seus membres, que poden ser parents, amics, membres del mateix club o companys de feina. Un abús del poder del guanxi porta a la corrupció.